# Giải Oscar cho phim tài liệu ngắn xuất sắc nhất
Giải Oscar cho phim tài liệu ngắn xuất sắc nhất (tiếng Anh: Academy Award for Best Documentary (Short Subject)) là một giải thưởng hàng năm của Viện Hàn lâm Khoa học và Nghệ thuật Điện ảnh dành cho phim tài liệu ngắn được coi là xuất sắc nhất.
Dưới đây là danh sách các phim tài liệu ngắn đã đoạt giải Oscar, tính theo năm, cùng với các phim tài liệu ngắn khác đã được đề cử (nhưng không đoạt giải). Theo thông lệ, năm ghi trên danh sách này là năm phim được trình chiếu, năm đoạt giải là năm sau.

## Các phim đoạt giải và các phim được đề cử

### Thập niên 1940
- 1941 - Churchill's Island - National Film Board of Canada
  - Adventure in the Bronx
  - Bomber
  - Christmas Under Fire
  - A Letter from Home
  - Life of a Thoroughbred
  - Norway in Revolt
  - Soldiers of the Sky
  - War Clouds in the Pacific
- 1942 - không trao giải
- 1943 - December 7th - United States Navy
  - Children of Mars
  - Plan for Destruction
  - Swedes in America
  - To the People of the United States
  - Tomorrow We Fly
  - Youth in Crisis
- 1944 - With the Marines at Tarawa - United States Marine Corps
  - Hymn of the Nations
  - New Americans
- 1945 - Hitler Lives - Gordon Hollingshead, Producer
  - Library of Congress
  - To the Shores of Iwo Jima
- 1946 - Seeds of Destiny - United States Department of War
  - Atomic Power
  - Life at the Zoo
  - Paramount News Issue#37
  - Traffic with the Devil
- 1947 - First Steps - United Nations Division of Films and Visual Information
  - Passport to Nowhere
  - School in the Mailbox
- 1948 - Toward Independence - United States Army
  - Heart to Heart
  - Operation Vittles
- 1949 - (tie):
  - A Chance To Live - Richard de Rochemont, Producer
  - So Much for So Little - Edward Selzer, Producer
  - 1848
  - The Rising Tide

### Thập niên 1950
- 1950 - Why Korea? - Edmund Reek, Producer 
  - The Fight: Science Against Cancer
  - The Stairs
- 1951 - Benjy - Made by Fred Zinnemann with the cooperation of Paramount Pictures Corporation for the Los Angeles Orthopaedic Hospital
  - One Who Came Back
  - The Seeing Eye
- 1952 - Neighbours - Norman McLaren, Producer - National Film Board of Canada
  - Devil Take Us
  - Epeira Diadema
  - Man Alive!
- 1953 - The Alaskan Eskimo - Walt Disney, Producer
  - The Living City
  - Operation Blue Jay
  - They Planted a Stone
  - The Word
- 1954 - Thursday's Children - World Wide Pictures and Morse Films
  - Jet Carrier
  - Rembrandt: A Self-Portrait
- 1955 - Men against the Arctic - Walt Disney, Producer 
  - The Battle of Gettysburg
  - The Face of Lincoln
- 1956 - The True Story of the Civil War - Louis Clyde Stoumen, Producer 
  - Man in Space
  - A City Decides
  - The Dark Wave
  - The House Without a Name
- 1957 - không có given
- 1958 - Ama Girls - Ben Sharpsteen, Producer 
  - Employees Only
  - Journey Into Spring
  - The Living Stone
  - Oeuverture
- 1959 - Glass - Bert Haanstra, Producer
  - Donald in Mathmagic Land
  - From Generation to Generation

### Thập niên 1960
- 1960 - Giuseppina - James Hill, Producer 
  - Beyond Silence
  - En by ved navn København
  - George Grosz' Interregnum
  - Universe
- 1961 - Project Hope - Frank P. Bibas, Producer 
  - Breaking the Language Barrier
  - Cradle of Genius
  - Kahl
  - L'uomo in grigio
- 1962 - Dylan Thomas - Jack Howells, Producer 
  - The John Glenn Story
  - The Road to the Wall
- 1963 - Chagall - Simon Schiffrin, Producer 
  - The Five Cities of June
  - The Spirit of America
  - Thirty Million Letters
  - To Live Again
- 1964 - Nine from Little Rock - Charles Guggenheim, Producer 
  - 140 ngày Under the World
  - Breaking the Habit
  - Children Without
  - Eskimo Artist: Kenojuak
- 1965 - To Be Alive! - Francis Thompson, Producer 
  - Mural on Our Street
  - Nyitany
  - Point of View
  - Yeats Country
- 1966 - A Year Toward Tomorrow - Edmond A. Levy, Producer 
  - Adolescence
  - Cowboy
  - The Odds Against
  - Részletek J.S. Bach Máté passiójából
- 1967 - The Redwoods - Mark Harris và Trevor Greenwood, Producers 
  - Monument to the Dream
  - A Place to Stand
  - See You at the Pillar
  - While I Run This Race
- 1968 - Why Man Creates - Saul Bass, Producer 
  - The House That Ananda Built
  - The Revolving Door
  - A Space to Grow
  - A Way Out of the Wilderness
- 1969 - Czechoslovakia 1968 - Denis Sanders và Robert M. Fresco, Producers
  - An Impression of John Steinbeck: Writer
  - Jenny Is a Good Thing
  - Leo Beuerman
  - The Magic Machines

### Thập niên 1970
- 1970 - Interviews with My Lai Veterans - Joseph Strick, Producer 
  - The Gifts
  - A Long Way from Nowhere
  - Oisin
  - Time Is Running Out
- 1971 - Sentinels of Silence - Manuel Arango và Robert Amram, Producers 
  - Adventures in Perception
  - Art Is...
  - The Numbers Start with the River
  - Somebody Waiting
- 1972 - This Tiny World - Charles Huguenot van der Linden và Martina Huguenot van der Linden, Producers 
  - Hundertwassers Regentag
  - K-Z
  - Selling Out
  - The Tide of Traffic
- 1973 - Princeton: A Search for Answers - Julian Krainin và DeWitt L. Sage, Jr., Producers 
  - Background
  - Christo's Valley Curtain
  - Four Stones for Kanemitsu
  - Paisti ag obair
- 1974 - Don't - Robin Lehman, Producer 
  - City Out of Wilderness
  - Exploratorium
  - John Muir's High Sierra
  - Naked Yoga
- 1975 - The End of the Game - Claire Wilbur và Robin Lehman, Producers 
  - Arthur and Lillie
  - Millions of Years Ahead of Man
  - Probes in Space
  - Whistling Smith
- 1976 - Number Our Days - Lynne Littman và Barbara Myerhoff, Producers 
  - American Shoeshine
  - Blackwood
  - The End of the Road
  - Universe
- 1977 - Gravity Is My Enemy - John Joseph và Jan Stussy, Producers 
  - Agueda Martinez: Our People, Our Country
  - First Edition
  - Of Time, Tombs and Treasures
  - The Shetland Experience
- 1978 - The Flight of the Gossamer Condor - Jacqueline Phillips Shedd và Ben Shedd, Producers 
  - The Divided Trail: A Native American Odyssey
  - An Encounter with Faces
  - Goodnight Miss Ann
  - Squires of San Quentin
- 1979 - Paul Robeson: Tribute to an Artist - Saul J. Turell, Producer
  - Dae
  - Koryo Celadon
  - Nails
  - Remember Me

### Thập niên 1980
- 1980 - Karl Hess: Toward Liberty - Roland Hallé và Peter W. Ladue, Producer 
  - Don't Mess with Bill
  - The Eruption of Mount St. Helens!
  - It's the Same World
  - Luther Metke at 94
- 1981 - Close Harmony - Nigel Noble, Producer 
  - Americas in Transition
  - Journey for Survival
  - See What I Say
  - Urge to Build
- 1982 - If You Love This Planet - Edward Le Lorrain và Terri Nash, Producers - National Film Board of Canada
  - Gods of Metal
  - The Klan: A Legacy of Hate in America
  - To Live or Let Die
  - Traveling Hopefully
- 1983 - Flamenco at 5:15 - Cynthia Scott và Adam Symansky, Producers - National Film Board of Canada
  - Ihr zent frei
  - In the Nuclear Shadow: What Can the Children Tell Us?
  - Sewing Woman
  - Spaces: The Architecture of Paul Rudolph
- 1984 - The Stone Carvers - Marjorie Hunt và Paul Wagner, Producers 
  - The Children of Soong Ching Ling
  - Code Gray: Ethical Dilemmas in Nursing
  - The Garden of Eden
  - Vospominaniye o Pavlovske
- 1985 - Witness to War: Dr. Charlie Clements - David Goodman, Producer 
  - The Courage to Care
  - Keats and His Nightingale: A Blind Date
  - Making Overtures: The Story of a Community Orchestra
  - The Wizard of the Strings
- 1986 - Women--for America, for the World - Vivienne Verdon-Roe, Producer 
  - Sam
  - Red Grooms: Sunflower in a Hothouse
  - The Master of Disaster
  - Debonair Dancers
- 1987 - Young at Heart - Sue Marx và Pamela Conn, Producers 
  - Frances Steloff: Memoirs of a Bookseller
  - In the Wee Wee Hours...
  - Language Says It All
  - Silver Into Gold
- 1988 - You Don't Have to Die - William Guttentag và Malcolm Clarke, Producers 
  - Gang Cops
  - Family Gathering
  - The Children's Storefront
  - Portrait of Imogen
- 1989 - The Johnstown Flood - Charles Guggenheim, Producer 
  - Fine Food, Fine Pastries, Open 6 to 9
  - Yad Vashem: Preserving the Past to Ensure the Future

### Thập niên 1990
- 1990 - Days of Waiting - Steven Okazaki, Producer 
  - Rose Kennedy: A Life to Remember
  - Chimps: So Like Us
  - Burning Down Tomorrow
  - Journey Into Life: The World of the Unborn
- 1991 - Deadly Deception: General Electric, Nuclear Weapons and Our Environment - Debra Chasnoff, Producer 
  - A Little Vicious
  - The Mark of the Maker
  - Birdnesters of Thailand
  - Memorial: Letters from American Soldiers
- 1992 - Educating Peter - Thomas C. Goodwin (posthumous win) and Gerardine Wurzburg
  - When Abortion Was Illegal: Untold Stories - Dorothy Fadiman
  - At the Edge of Conquest: The Journey of Chief Wai-Wai - Geoffrey O'Connor
  - Beyond Imagining: Margaret Anderson and the 'Little Review' - Wendy L. Weinberg
  - The Colours of My Father: A Portrait of Sam Borenstein - Richard Elson & Sally Bochner
- 1993 - Defending Our Lives - Margaret Lazarus, Renner Wunderlich
  - Chicks in White Satin
  - Blood Ties: The Life and Work of Sally Mann
- 1994 - A Time for Justice - Charles Guggenheim
  - 89 mm od Europy
  - Blues Highway
  - School of the Americas Assassins
  - Straight from the Heart
- 1995 - One Survivor Remembers - Kary Antholis
  - Jim Dine: A Self-Portrait on the Walls
  - The Shadow of Hate
  - The Living Sea
  - Never Give Up: The 20th Century Odyssey of Herbert Zipper
- 1996 - Breathing Lessons: The Life and Work of Mark O'Brien - Jessica Yu director, producer, writer and editor 
  - Cosmic Voyage
  - Special Effects: Anything Can Happen
  - The Wild Bunch: An Album in Montage
  - An Essay on Matisse
- 1997 - A Story of Healing - Donna Dewey, Carol Pasternak
  - Alaska: Spirit of the Wild
  - Amazon
  - Family Video Diaries: Daughter of the Bride
  - Still Kicking: The Fabulous Palm Springs Follies
- 1998 - The Personals: Improvisations on Romance in the Golden Years - Keiko Ibi
  - A Place in the Land
  - Sunrise Over Tiananmen Square - National Film Board of Canada
- 1999 - King Gimp - Susan Hannah Hadary, William A. Whiteford
  - Eyewitness
  - The Wildest Show in the South: The Angola Prison Rodeo

### Thập niên 2000
- 2000 - Big Mama - Tracy Seretean
  - Curtain Call
  - Dolphins
  - On Tiptoe: Gentle Steps to Freedom
  - The Man on Lincoln's Nose
- 2001 - Thoth - Sarah Kernochan và Lynn Appelle
  - Artists and Orphans: A True Drama
  - Sing!
- 2002 - Twin Towers - Bill Guttentag, Robert David Port, Robert Port directors
  - The Collector of Bedford Street - Welcome Change Productions - Alice Elliott producer and director
  - Mighty Times: The Legacy of Rosa Parks - Tell the Truth Pictures - Robert Hudson producer - Robert Houston director
  - Why Can't We Be a Family Again? - Roger Weisberg, Murray Nossel directors
- 2003 - Chernobyl Heart - Maryann DeLeo
  - Asylum - Sandy McLeod và Gini Reticker
  - Ferry Tales - Katja Esson
- 2004 - Mighty Times: The Children's March – Robert Hudson và Bobby Houston
  - Autism Is a World – Gerardine Wurzburg
  - The Children of Leningradsky – Hanna Polak và Andrzej Celinski
  - Hardwood – Hubert Davis và Erin Faith Young
  - Sister Rose's Passion – Oren Jacoby và Steve Kalafer
- 2005 - A Note of Triumph: The Golden Age of Norman Corwin
  - The Death of Kevin Carter: Casualty of the Bang Bang Club
  - God Sleeps in Rwanda
  - The Mushroom Club
- 2006 - The Blood of Yingzhou District
  - Two Hands: The Leon Fleisher Story
  - Recycled Life
  - Rehearsing a Dream
- 2007 - Freeheld
  - La Corona
  - Salim Baba
  - Sari's Mother
- 2008
  - The Conscience of Nhem En
  - The Final Inch
  - Smile Pinki
  - The Witness - From the Balcony of Room 306
- 2009 - Music by Prudence
  - China's Unnatural Disaster: The Tears of Sichuan Province
  - The Last Campaign of Governor Booth Gardner
  - The Last Truck: Closing of a GM Plant
  - Rabbit à la Berlin

### Thập niên 2010
- 2010 - Strangers No More – Karen Goodman và Kirk Simon
  - Killing in the Name – Jed Rothstein
  - Poster Girl – Sara Nesson
  - Sun Come Up – Jennifer Redfearn và Tim Metzger
  - The Warriors of Qiugang – Ruby Yang và Thomas Lennon
- 2011 - Saving Face  – Daniel Junge và Sharmeen Obaid-Chinoy
  - The Barber of Birmingham: Foot Soldier of the Civil Rights Movement – Robin Fryday và Gail Dolgin
  - God Is the Bigger Elvis – Rebecca Cammisa và Julie Anderson
  - Incident in New Baghdad – James Spione
  - The Tsunami and the Cherry Blossom – Lucy Walker và Kira Carstensen
- 2012 - Inocente – Sean Fine và Andrea Nix Fine
  - Kings Point – Sari Gilman và Jedd Wider
  - Mondays at Racine – Cynthia Wade và Robin Honan
  - Open Heart – Kief Davidson và Cori Shepherd Stern
  - Redemption – Jon Alpert và Matthew O'Neill